# اس‌اس سرامیک (۱۹۱۳)
اس‌اس سرامیک (۱۹۱۳) (به انگلیسی: SS Ceramic (1913)) یک زیردریایی بود که طول آن ۶۵۵ فوت ۱ اینچ (۱۹۹٫۶۷ متر) بود. این زیردریایی در سال ۱۹۱۲ ساخته شد.